# Аршакиди (Партско царство)
 Тази статия е за партската династия.  За арменската династия вижте Аршакиди.  
Аршакиди  (или Арсакиди) са партска царска династия, управлявала в древна Партия. Често се нарича и Пехлевиди (от партското pahlav – букв. „партинян/партски“).
248/247 пр.н.е. – начало партска (аршакидска) ера.
Аршак I действително е бил велик воин и владетел, поради това всички царе след него, започвайки от Аршак II (Тиридат) (чието името Аршак е само тронно име) от династията на Аршакидите също носят тронното име Аршак. Отчасти това е една от причините за сложността при изследване на генеалогията на тази династия, тъй като повечето монети на партските царе не съдържат собственото име на монарха (Пакор и т.н.), в чието управление са сечени.

## Царе
- Аршак I Партски (на гръцки: ΑΡΣΑΚΗΣ) около 247 пр.н.е.— 211 пр.н.е., вожд на дахите, родоначалник на династията на Аршакидите
- Аршак II Партски (на гръцки: ΑΡΣΑΚΗΣ) около 211 – 191 пр.н.е., с истинско име Тиридат, по-младия брат на Аршак I, първия коронован цар на Партия, основател на династията на Аршакидите.
- Фриапатий 191 пр.н.е. – 176 пр.н.е.
- Фраат I 176 пр.н.е. – 171 пр.н.е.
- Митридат I Партски 171 пр.н.е. – 138 пр.н.е.
- Фраат II (на гръцки: ΦΡΑΑΤΗΣ) 138 пр.н.е. – 128 пр.н.е., Аршакид по майчина линия
- Артабан I 128 пр.н.е. – 123 пр.н.е.
- Митридат II Партски 123 пр.н.е. – 88 пр.н.е.
- Готариз I 95 пр.н.е. – 90 пр.н.е.
- Ород I 90 пр.н.е. – 87 пр.н.е.
  - неизвестни владетели на Партия, в т.ч. Аршак Теопатор Евергет (105 – 88 пр.н.е.)]] ок. 80 – 70 пр.н.е.
- Санатрук Партски 77 пр.н.е. – 70 пр.н.е.
- Фраат III 70 пр.н.е. – 57 пр.н.е.
- Ород II 57 пр.н.е. – 37 пр.н.е. (третия велик цар на Партия след Митридатите, при него Партия достига максимални граници, достигнали за кратко до Средиземно море).
- Митридат III Партски 56 пр.н.е. – 55 пр.н.е.
  - Пакор I ? – 38 пр.н.е. Най-възрастният син на Ород II, наследник на престол, но не става цар, умира във войната срещу Рим.
- Фраат IV 38 пр.н.е. – 2 пр.н.е.
  - Тиридат II 32 пр.н.е. Не е бил цар. Претендент за трона, от негово име са сечени моменти, бил провъзгласен за цар от феодалите, свалили Фраат IV, но не е коронован за цар, тъй като бързо е свален от върнали си трона Фраат IV.
    - Митридат 12 пр.н.е. – 10 пр.н.е. – Вероятно, претендент. Нищо не е известно за него; съществуването му е съмнително.
- Фраат V 2 пр.н.е. – 4 г.
  - Муза Партска – майка на Фраат V, съвладетелка при него.
- Ород III 4 г. – 7 г.
- Вонон I 7 г. – 12 г.
- Артабан II 12 г. – 38 г.
- Фраат VI 35 г. Управлява една година, замествайки отстранения Артабан II. Бил свален при връщането на трона на Артабан II.
- Тиридат III 36 г. – 37 г. Провъзгласен за цар от римляните, замествайки отстранения от тях Артабан II. Свален от власт от Артабан II, който успява да си върне трона с помощта на племената на дахите.
  - Киннам 37 г. – 38 г?? – съществуването му е съмнително, вероятно един от претендентите за престола.
- Вардан I 39 г. – 48 г.
- Готарз II 39 г. – 51 г.
- Вонон II 51 г.
- Вологез I 51 г. – 78 г.
- Вардан I 55 г. – 54 г.
- Вологез II 77 г. – 80 г.
- Пакор II 78 г. – 109 г. (един от малкото, изписвали своето собствено име на монетите)
- Артабан III 80 г. – 81 г.
- Вологез II 105 г. – 147 г.
- Ороз 109 г. – 128 г.
- Партамазпат 116 г. —
- Митридат IV 128 г. – 147 г.
- неизвестен владетел – ок. 140 г.
- Вологез III 148 г. – 192 г.
- Ороз II ок. 190 г.
- Вологез IV 191 г. – 208 г.
- Вологез VI 208 г. – 228 г.
- Артабан IV 212 г. – 224 г.